# Rafał Rosiński
Rafał Rosiński (ur. 18 marca 1979 w Wieluniu) – polski ekonomista i nauczyciel akademicki, w latach 2023–2024 wicemarszałek województwa zachodniopomorskiego, od 2024 podsekretarz stanu w Ministerstwie Cyfryzacji.

## Życiorys

### Działalność naukowa
Ukończył ekonomię o specjalności w rachunkowości i finansach na Wydziale Ekonomii i Zarządzania Politechniki Koszalińskiej. Podjął następnie pracę jako adiunkt w Katedrze Finansów tego wydziału. W 2007 roku dołączył do Polskiego Towarzystwa Ekonomicznego. W 2008 roku uzyskał stopień doktora nauk ekonomicznych na podstawie pracy zatytułowanej Stabilność systemu podatkowego jako warunek konkurencyjności polskich przedsiębiorstw w Unii Europejskiej na Wydziale Ekonomicznym Uniwersytetu Gdańskiego. Został wicedyrektorem Zespołu Szkół nr 1 w Koszalinie.
W 2020 roku został powołany na stanowisko prodziekana ds. studenckich Wydziału Nauk Ekonomicznych Politechniki Koszalińskiej. We wrześniu 2021 roku wybrano go prezesem Koszalińskiego Oddziału Polskiego Towarzystwa Ekonomicznego, został także członkiem zarządu krajowego oraz członkiem rady naukowej tej organizacji.

### Działalność polityczna
Został pełnomocnikiem stowarzyszenia NowoczesnaPL w Koszalinie, związał się następnie z powołaną na jej bazie partią Nowoczesna. W wyborach parlamentarnych w 2015 roku kandydował z 14. miejsca jej listy w okręgu 40 do Sejmu. Uzyskał 2531 głosów, nie otrzymując mandatu.
W wyborach samorządowych w 2018 roku bezskutecznie ubiegał się o mandat radnego Sejmiku Województwa Zachodniopomorskiego z drugiego miejsca listy Koalicji Obywatelskiej w okręgu nr 4, otrzymując 3366 głosów. W 2019 roku wystąpił ze struktur Nowoczesnej. Współtworzył następnie stowarzyszenie Nowoczesne Centrum, kierowane przez posła Radosława Lubczyka (zasiadając w jego komisji rewizyjnej).
W 2019 roku objął mandat radnego sejmiku po zmarłej Elżbiecie Karlińskiej, zostając radnym niezrzeszonym. W październiku 2021 roku razem ze Zbigniewem Chojeckim (także z NC) i Arturem Wezgrajem (wcześniej Bezpartyjni Samorządowcy) utworzył w sejmiku klub radnych Pro Centrum, którego został przewodniczącym. W kwietniu 2023 roku, po powrocie Zbigniewa Chojeckiego do klubu KO, klub Pro Centrum rozwiązał się. W wyborach parlamentarnych w 2023 roku Rafał Rosiński bezskutecznie kandydował z 7. miejsca listy Trzeciej Drogi w okręgu 40 do Sejmu, uzyskując 1647 głosów. W grudniu tego samego roku współtworzył w sejmiku klub PSL-Trzecia Droga–Nowa Lewica. 19 grudnia sejmik powołał Rafała Rosińskiego na funkcję wicemarszałka województwa w miejsce Olgierda Kustosza, który zrezygnował z tego stanowiska na tej samej sesji. W tym samym miesiącu dołączył do Polskiego Stronnictwa Ludowego. W wyborach samorządowych w 2024 nie uzyskał reelekcji, w maju 2024 zakończył pełnienie funkcji wicemarszałka. W lipcu tego samego roku został podsekretarzem stanu w Ministerstwie Cyfryzacji.

## Wyróżnienia
- Złote Skrzydła Gazety Prawnej za najlepszą pracę w kategorii Podatki (2009)[3]